# 海底の黄金
『海底の黄金』（かいていのおうごん、Underwater!）は、1955年に公開されたジョン・スタージェス監督、ジェーン・ラッセル、リチャード・イーガンら出演の冒険映画である。

## キャスト
| 役名             | 俳優                   | 日本語吹替                                        |
| 役名             | 俳優                   | フジテレビ版                                      |
| ---------------- | ---------------------- | ------------------------------------------------- |
| テレサ           | ジェーン・ラッセル     | 真山知子                                          |
| ドミニック       | ギルバート・ローランド | 永井一郎                                          |
| ジョニー         | リチャード・イーガン   | 納谷悟朗                                          |
| グローリア       | ロリ・ネルソン         | 山崎左度子                                        |
| 神父             | ロバート・キース       | 上田忠好                                          |
| リコ             | ジョセフ・カレイア     | 富田耕生                                          |
| エソス           | リック・ローマン       | 納谷六朗                                          |
| ペレス・プラド   | ペレス・プラド         | 雨森雅司                                          |
| 日本語版スタッフ |                        |                                                   |
| 演出             | 演出                   | 田島荘三                                          |
| 翻訳             | 翻訳                   | 山田実                                            |
| 効果             | 効果                   | スリー・サウンド                                  |
| 調整             | 調整                   | 甲野善資                                          |
| 制作             | 制作                   | 有村放送プロモーション                            |
| 解説             | 解説                   | 前田武彦                                          |
| 初回放送         | 初回放送               | 1971年8月13日 『ゴールデン洋画劇場』 正味95分56秒 |